# Hoploaceratherium
L'oploaceraterio (gen. Hoploaceratherium) è un mammifero perissodattilo estinto, appartenente ai rinoceronti. Visse tra il Miocene medio e il Miocene superiore (circa 16 – 9 milioni di anni fa) e i suoi resti fossili sono stati ritrovati in Europa e in Asia. 

## Descrizione
Come l'assai simile Plesiaceratherium, anche Hoploaceratherium era un rinoceronte di taglia media, simile come dimensioni all'attuale rinoceronte di Giava. Le proporzioni corporee erano però molto più snelle, e le zampe erano più lunghe rispetto a quelle delle forme attuali. Il cranio era relativamente allungato e stretto, ed era provvisto di un piccolo corno sopra il naso (al contrario di altre forme simili come Plesiaceratherium e Aceratherium). Gli incisivi inferiori erano lunghi e ricurvi verso l'alto, mentre quelli superiori erano già scomparsi. Le zampe conservavano una caratteristica primitiva, ovvero il possesso del quarto dito (da qui l'epiteto specifico della forma più nota, Hoploaceratherium tetradactylum). 

## Classificazione
Hoploaceratherium era un tipico rappresentante degli acerateriini, un gruppo di rinoceronti dotati di lunghe zampe e di corpi relativamente snelli. Era assai simile al genere tipico, Aceratherium, tanto che inizialmente le specie di Hoploaceratherium erano state assegnate a questo genere; solo nel 1989 uno studio di Ginsburg e Heissig mise in luce le caratteristiche distinte di alcune specie, che vennero assegnate appunto a un nuovo genere. Oltre alla specie tipica, H. tetradactylum, è da ricordare l'affine H. bavaricum. 